# 혼다촌 (히로시마현)
혼다촌(本田村)은 히로시마현 히바군에 있던 촌이다. 현재의 쇼바라시의 일부에 해당한다.